# 키타자키 타쿠
키타자키 타쿠(일본어: 北崎 拓, きたざき たく, 1966년 7월 27일 ~）는 일본의 만화가이다. 효고현 아시야시 출신의 남성이고, 혈액형은 AB형이다.
1984년 《소년 빅 코믹》에 〈영웅행진곡〉(英雄行進曲)을 연재하면서 데뷔하였다. 데뷔 전후로 반다이에서 발행하는 모형정보지 《모형정보》와 《B클럽》에서도 '기타자키 다쿠미' (北崎拓美), '기타자키 히로미' (北崎ひろみ)라는 필명으로 삽화와 만화를 그려 게재하였다. 취미 중심의 미디어 믹스 작품 《스파이럴 존》를 시작할 즈음에는 《모형정보》 게재 콘텐츠 중 하나로 기획됐던 만화의 파일럿판 (결과적으로는 이토 가즈노리의 소설판이 실림)이나 그것의 외전작품인 《배틀 스코피온 K》를 집필하였다.

## 작품
- 큐피드의 장난 시리즈
  - 큐피드의 장난 무지개 구슬 (《주간 영 선데이》 2004년 42호 - 2006년 18호)
  - 큐피드의 장난 체리 신드롬 (《주간 영 선데이》 2006년 34호 - 2008년 35호 (휴간호), 《YS 스페셜》 2008년 1호 - 2009년 5월)
  - 큐피드의 장난 나×신부 (《빅 코믹스 피릿츠》2009년 1호 - 2009년 3호)
  - 큐피드의 장난 역습의 나×신부 (《월간! 스피릿츠》2009년 10월호 - 12월호)
  - 이 S를 보라! 큐피드의 장난 (《빅 코믹스 스피리츠》 2009년 42호 - 2013년 20호)
  - 큐피드의 장난 미혹의 레이코 (《월간 영 킹 아워즈 GH》 2017년 9월호 - ）

## 참고
1. 1 2  まんがseek・日外アソシエーツ共著『漫画家人名事典』日外アソシエーツ、2003年2月25日初版発行、ISBN 4-8169-1760-8、122頁